# Бруно Прада
Бруно Прада  (порт. Bruno Prada, 31 липня 1971) — бразильський яхтсмен, олімпійський медаліст.

## Виступи на Олімпіадах
| Олімпіада   | Дисципліна | Місце |
| ----------- | ---------- | ----- |
| Пекін 2008  | Зоряний    | 2     |
| Лондон 2012 | Зоряний    | 3     |